# 金緑石
金緑石（きんりょくせき、英: chrysoberyl、クリソベリル）は、鉱物の一種。組成は BeAl2O4 で、色は黄色、帯黄緑色、緑色、褐色（稀に無色透明なものもある）など様々であるが、黄色〜帯黄緑色が最も多い。斜方晶系、モース硬度8.5、密度は 3.8 g/cm3。
ペグマタイトや変成岩中に産出する。

## 宝石としての金緑石
金緑石の変種には変わったものがあり、研磨により明るい光の筋が見えるキャッツアイ（猫目石）や、光源により色の変わるアレキサンドライトなども金緑石の変種である。この2つが同じ鉱物であることはあまり知られていない。金緑石以外にもキャッツアイ効果を示す鉱物があるが、単にキャッツアイという場合はクリソベリルキャッツアイのことである。その他のキャッツアイ効果を示す宝石は、宝石名と併せて表記または呼称される（トルマリンキャッツアイなど）。また、金緑石の中には変色効果とキャッツアイ効果を併せ持つ、アレキサンドライトキャッツアイと呼ばれるものもある。淡緑色〜黄緑色の金緑石はクリソライトと呼ばれる。
キャッツアイ、アレキサンドライトはともに希少価値が高く、従って高価な宝石である。そういった効果のない単色のクリソライトは、ヴィクトリア朝時代(19世紀末頃)にはそれなりに人気があり、ジュエリーも数多く製作されたが、今日においてはこの系統(淡緑色～黄緑色)の色は人気がないので、ジュエリーに加工されることはまずなく、原石あるいは裸石のまま蒐集家のコレクションに収まるか、あるいはちょっと加工して、大きさや美しさによる価格変動の幅も狭いまま、飾り石やパワーストーンに仕立てられて販売される。なお、宝石としてのクリソベリルの大きな特徴としてトリートメントにより石を人工的に美しく見せる手法がないため、いわゆる処理宝石が存在しない事実が挙げられる。

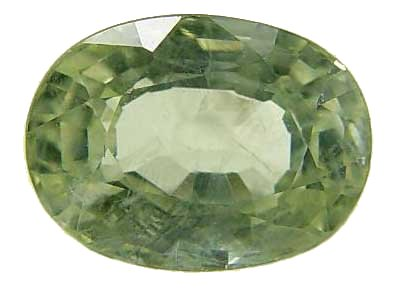
金緑石